# Gradi e qualifiche della Guardia di Finanza

## Tabella riassuntiva dei gradi e delle qualifiche[1]
| Grado                                                                                      | Distintivo per controspallina | Fregio per berretto rigido | Codice NATO |
| ------------------------------------------------------------------------------------------ | ----------------------------- | -------------------------- | ----------- |
| Ufficiali Generali                                                                         |                               |                            |             |
| Generale di Corpo d’Armata con incarichi speciali - Comandante Generale                    |                               |                            | OF-8        |
| Generale di Corpo d’Armata - Comandante in Seconda                                         |                               |                            | OF-8        |
| Generale di Corpo d'Armata                                                                 |                               |                            | OF-8        |
| Generale di Divisione (incarico grado superiore - iscritto in quadro)                      |                               |                            | OF-7        |
| Generale di Divisione (incarico grado superiore - non iscritto in quadro)                  |                               |                            | OF-7        |
| Generale di Divisione                                                                      |                               |                            | OF-7        |
| Generale di Brigata (incarico grado superiore - iscritto in quadro)                        |                               |                            | OF-6        |
| Generale di Brigata (incarico grado superiore - non iscritto in quadro)                    |                               |                            | OF-6        |
| Generale di Brigata                                                                        |                               |                            | OF-6        |
| Ufficiali Maggiori                                                                         |                               |                            |             |
| Colonnello (incarico grado superiore - iscritto in quadro)                                 |                               |                            | OF-5        |
| Colonnello (incarico grado superiore - non iscritto in quadro)                             |                               |                            | OF-5        |
| Colonnello (comandante di corpo)                                                           |                               |                            | OF-5        |
| Colonnello                                                                                 |                               |                            | OF-5        |
| Tenente Colonnello (incarico grado superiore - iscritto in quadro)                         |                               |                            | OF-4        |
| Tenente Colonnello (incarico grado superiore - non iscritto in quadro) comandante di corpo |                               |                            | OF-4        |
| Tenente Colonnello (incarico grado superiore - non iscritto in quadro)                     |                               |                            | OF-4        |
| Tenente Colonnello (comandante di corpo)                                                   |                               |                            | OF-4        |
| Tenente Colonnello                                                                         |                               |                            | OF-4        |
| Maggiore (comandante di corpo)                                                             |                               |                            | OF-3        |
| Maggiore                                                                                   |                               |                            | OF-3        |
| Ufficiali                                                                                  |                               |                            |             |
| Primo Capitano                                                                             |                               |                            | OF-2        |
| Capitano                                                                                   |                               |                            | OF-2        |
| Tenente (comandante di compagnia e stazione navale in sede vacante)                        |                               |                            | OF-1        |
| Tenente                                                                                    |                               |                            | OF-1        |
| Sottotenente                                                                               |                               |                            | OF-1        |
| Sottufficiali                                                                              |                               |                            |             |
| Luogotenente Cariche Speciali                                                              |                               |                            | OR-9        |
| Luogotenente                                                                               |                               |                            | OR-9        |
| Maresciallo Aiutante                                                                       |                               |                            | OR-9        |
| Maresciallo Capo                                                                           |                               |                            | OR-9        |
| Maresciallo Ordinario                                                                      |                               |                            | OR-8        |
| Maresciallo                                                                                |                               |                            | OR-8        |
| Sovrintendenti                                                                             |                               |                            |             |
| Brigadiere Capo Qualifica Speciale                                                         |                               |                            | OR-7        |
| Brigadiere Capo                                                                            |                               |                            | OR-7        |
| Brigadiere                                                                                 |                               |                            | OR-6        |
| Vicebrigadiere                                                                             |                               |                            | OR-5        |
| Appuntati e finanzieri                                                                     |                               |                            |             |
| Appuntato Scelto Qualifica Speciale                                                        |                               |                            | OR-4        |
| Appuntato Scelto                                                                           |                               |                            | OR-4        |
| Appuntato                                                                                  |                               |                            | OR-4        |
| Finanziere Scelto                                                                          |                               |                            | OR-4        |
| Finanziere                                                                                 |                               |                            | OR-4        |
| Allievi                                                                                    |                               |                            | OR-4        |
| Allievo Ufficiale                                                                          |                               |                            |             |
| Allievo Ufficiale in Ferma Prefissata                                                      |                               |                            |             |
| Allievo Maresciallo                                                                        |                               |                            |             |
| Allievo Sovrintendente                                                                     |                               |                            |             |

## Tabella riassuntiva dei gradi e delle qualifiche

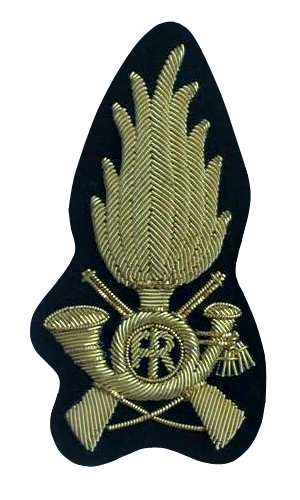
Variante da gala del fregio per berretto rigido della Guardia di finanza.

## Appuntato ad Honorem
Esiste un grado onorifico, Appuntato ad Honorem, conferito a:
- Gabriele d'Annunzio (25.06.1920)
- Giacomo Puccini (11.05.1925 ad memoriam)
- Athos Valsecchi (1972)
- Aligi Sassu (1986)
- Papa Francesco  (Ordine del Giorno Speciale n° 332 del Comandante della Guardia di Finanza del 20.09.2024)
- Filippo Maria Pandolfi
- Andrea Monorchio
- Franco Marini

## Equiparazione
La tabella seguente riporta l'equiparazione tra i gradi delle forze armate e le qualifiche delle forze di polizia ad ordinamento militare, civile, soccorso pubblico e difesa civile come stabilito dall'art. 632 del decreto legislativo 15 marzo 2010, n. 66, ovvero "Codice dell'ordinamento militare", entrato in vigore il 9 ottobre 2010.
 Il recente decreto legislativo 29 maggio 2017, n. 94 ha modificato il predetto articolo 632 tenendo conto di alcune recenti modifiche ordinamentali intervenute dopo il 2010, con particolare riferimento all'introduzione del nuovo grado direttivo di "Vicequestore" della Polizia di Stato.

Tabella aggiornata con le qualifiche della Polizia Locale Regione Lombardia come da Regolamento Regionale 22 marzo 2019 , n. 5

Le cariche militari, inoltre, sono inquadrate anche nell'ambito dell'ordine delle cariche della Repubblica Italiana.
| Comparazione gerarchica tra i gradi delle Forze armate, le qualifiche delle Forze di polizia italiane e della Polizia Locale |                                                                                        |                                                                                  |                                                                                          |                                                |                                                |                                                                  |                                                                         |                                        |                                               |                                           |                                                                         |
| Ruoli | Esercito                                                                               | Marina Militare                                                                  | Aeronautica Militare                                                                     | Carabinieri                                    | Guardia di Finanza                             | Polizia di Stato                                                 | Polizia penitenziaria                                                   | Corpo forestale dello Stato (dismesso) | Corpo nazionale dei vigili del fuoco          | Polizie Locali Regione Lombardia          | Ruoli                                                                   |
| ufficiali generali | generale - ammiraglio (capo di stato maggiore della difesa)                            | generale - ammiraglio (capo di stato maggiore della difesa)                      | generale - ammiraglio (capo di stato maggiore della difesa)                              | -                                              | -                                              | capo della polizia - direttore generale della pubblica sicurezza | capo del dipartimento dell'amministrazione penitenziaria capo del corpo | -                                      | -                                             | -                                         | dirigenti - funzionari dirigenti                                        |
| ufficiali generali | generale di corpo d'armata con incarichi speciali capo di stato maggiore dell'esercito | ammiraglio di squadra con incarichi speciali capo di stato maggiore della marina | generale di squadra aerea con incarichi speciali capo di stato maggiore dell'aeronautica | generale di corpo d'armata comandante generale | generale di corpo d'armata comandante generale | capo della polizia - direttore generale della pubblica sicurezza | capo del dipartimento dell'amministrazione penitenziaria capo del corpo | -                                      | -                                             | -                                         | dirigenti - funzionari dirigenti                                        |
| ufficiali generali | generale di corpo d'armata / tenente generale                                          | ammiraglio di squadra / ammiraglio ispettore capo                                | generale di squadra aerea / generale ispettore capo                                      | generale di corpo d'armata                     | generale di corpo d'armata                     | Prefetto                                                         | Direttore dell'Istituto                                                 | dirigente generale capo del corpo      | dirigente generale capo del corpo             | --                                        | dirigenti - funzionari dirigenti                                        |
| ufficiali generali | generale di divisione / maggior generale                                               | ammiraglio di divisione / ammiraglio ispettore                                   | generale di divisione aerea / generale ispettore                                         | generale di divisione                          | generale di divisione                          | dirigente generale di pubblica sicurezza                         | dirigente generale                                                      | dirigente generale                     | dirigente generale                            | --                                        | dirigenti - funzionari dirigenti                                        |
| ufficiali generali | generale di brigata / brigadier generale                                               | contrammiraglio                                                                  | generale di brigata aerea / brigadier generale                                           | generale di brigata                            | generale di brigata                            | dirigente superiore                                              | dirigente superiore                                                     | dirigente superiore                    | dirigente superiore                           | dirigente generale                        | dirigenti - funzionari dirigenti                                        |
| ufficiali superiori | colonnello                                                                             | capitano di vascello                                                             | colonnello                                                                               | colonnello                                     | colonnello                                     | primo dirigente                                                  | primo dirigente                                                         | primo dirigente                        | primo dirigente                               | dirigente                                 | dirigenti - funzionari dirigenti                                        |
| ufficiali superiori | tenente colonnello                                                                     | capitano di fregata                                                              | tenente colonnello                                                                       | tenente colonnello                             | tenente colonnello                             | vice questore                                                    | dirigente                                                               | vice questore aggiunto forestale       | direttore vice dirigente dei vigili del fuoco | commissario capo coordinatore             | dirigenti - funzionari dirigenti                                        |
| ufficiali superiori | maggiore                                                                               | capitano di corvetta                                                             | maggiore                                                                                 | maggiore                                       | maggiore                                       | vice questore aggiunto                                           | dirigente aggiunto                                                      | vice questore aggiunto forestale       | direttore vice dirigente dei vigili del fuoco | commissario capo                          | dirigenti - funzionari dirigenti                                        |
| ufficiali inferiori | primo capitano                                                                         | primo tenente di vascello                                                        | primo capitano                                                                           | -                                              | -                                              | -                                                                | -                                                                       | -                                      | -                                             | -                                         | funzionari direttivi - commissari                                       |
| ufficiali inferiori | capitano                                                                               | tenente di vascello                                                              | capitano                                                                                 | capitano                                       | capitano                                       | commissario capo                                                 | commissario capo penitenziario                                          | commissario capo forestale             | direttore dei vigili del fuoco                | commissario                               | funzionari direttivi - commissari                                       |
| ufficiali inferiori | tenente                                                                                | sottotenente di vascello                                                         | tenente                                                                                  | tenente                                        | tenente                                        | commissario                                                      | commissario penitenziario                                               | commissario forestale                  | vicedirettore dei vigili del fuoco            | vicecommissario                           | funzionari direttivi - commissari                                       |
| ufficiali inferiori | sottotenente                                                                           | guardiamarina                                                                    | sottotenente                                                                             | sottotenente                                   | sottotenente                                   | vice commissario                                                 | vice commissario penitenziario                                          | vice commissario forestale             | -                                             | -                                         | funzionari direttivi - commissari                                       |
| marescialli | primo luogotenente                                                                     | primo luogotenente                                                               | primo luogotenente                                                                       | luogotenente carica speciale                   | luogotenente cariche speciali                  | sostituto commissario coordinatore                               | sostituto commissario coordinatore                                      | ispettore superiore scelto             | sostituto direttore antincendi capo           | -                                         | ispettori                                                               |
| marescialli | luogotenente                                                                           | luogotenente                                                                     | luogotenente                                                                             | luogotenente                                   | luogotenente                                   | sostituto commissario                                            | sostituto commissario                                                   | ispettore superiore scelto             | sostituto direttore antincendi capo           | -                                         | ispettori                                                               |
| marescialli | primo maresciallo                                                                      | primo maresciallo                                                                | primo maresciallo                                                                        | maresciallo maggiore                           | maresciallo aiutante                           | ispettore superiore                                              | ispettore superiore                                                     | ispettore superiore                    | sostituto direttore antincendi                | -                                         | ispettori                                                               |
| marescialli | maresciallo capo                                                                       | capo di 1ª classe                                                                | maresciallo di 1ª classe                                                                 | maresciallo capo                               | maresciallo capo                               | ispettore capo                                                   | ispettore capo                                                          | ispettore capo                         | ispettore antincendi esperto                  | -                                         | ispettori                                                               |
| marescialli | maresciallo ordinario                                                                  | capo di 2ª classe                                                                | maresciallo di 2ª classe                                                                 | maresciallo ordinario                          | maresciallo ordinario                          | ispettore                                                        | ispettore                                                               | ispettore                              | ispettore antincendi                          | -                                         | ispettori                                                               |
| marescialli | maresciallo                                                                            | capo di 3ª classe                                                                | maresciallo di 3ª classe                                                                 | maresciallo                                    | maresciallo                                    | vice ispettore                                                   | vice ispettore                                                          | vice ispettore                         | vice ispettore antincendi                     | -                                         | ispettori                                                               |
| sergenti | sergente maggiore aiutante                                                             | 2º capo aiutante                                                                 | sergente maggiore aiutante                                                               | brigadiere capo qualifica speciale             | brigadiere capo qualifica speciale             | sovrintendente capo coordinatore                                 | sovrintendente capo coordinatore                                        | sovrintendente capo                    | caporeparto esperto                           | specialista di vigilanza (ad esaurimento) | sovrintendenti                                                          |
| sergenti | sergente maggiore capo                                                                 | 2º capo scelto                                                                   | sergente maggiore capo                                                                   | brigadiere capo                                | brigadiere capo                                | sovrintendente capo                                              | sovrintendente capo                                                     | sovrintendente capo                    | caporeparto                                   | sovrintendente esperto                    | sovrintendenti                                                          |
| sergenti | sergente maggiore                                                                      | 2º capo                                                                          | sergente maggiore                                                                        | brigadiere                                     | brigadiere                                     | sovrintendente                                                   | sovrintendente                                                          | sovrintendente                         | caposquadra esperto                           | sovrintendente scelto                     | sovrintendenti                                                          |
| sergenti | sergente                                                                               | sergente                                                                         | sergente                                                                                 | vicebrigadiere                                 | vicebrigadiere                                 | vice sovrintendente                                              | vice sovrintendente                                                     | vice sovrintendente                    | caposquadra                                   | sovrintendente                            | sovrintendenti                                                          |
| graduati | graduato aiutante                                                                      | sottocapo aiutante                                                               | graduato aiutante                                                                        | appuntato scelto qualifica speciale            | appuntato scelto qualifica speciale            | assistente capo coordinatore                                     | assistente capo coordinatore                                            | assistente capo                        | vigile coordinatore                           | assistente esperto                        | appuntati e carabinieri - appuntati e finanzieri - assistenti ed agenti |
| graduati | primo graduato                                                                         | sottocapo scelto                                                                 | primo graduato                                                                           | appuntato scelto                               | appuntato scelto                               | assistente capo                                                  | assistente capo                                                         | assistente capo                        | vigile coordinatore                           | assistente scelto                         | appuntati e carabinieri - appuntati e finanzieri - assistenti ed agenti |
| graduati | graduato capo                                                                          | sottocapo di 1ª classe                                                           | primo aviere capo                                                                        | appuntato                                      | appuntato                                      | assistente                                                       | assistente                                                              | assistente                             | vigile esperto                                | assistente                                | appuntati e carabinieri - appuntati e finanzieri - assistenti ed agenti |
| graduati | graduato scelto                                                                        | sottocapo di 2ª classe                                                           | primo aviere scelto                                                                      | carabiniere scelto                             | finanziere scelto                              | agente scelto                                                    | agente scelto                                                           | agente scelto                          | vigile qualificato                            | agente scelto                             | appuntati e carabinieri - appuntati e finanzieri - assistenti ed agenti |
| graduati | graduato                                                                               | sottocapo di 3ª classe                                                           | aviere capo                                                                              | carabiniere                                    | finanziere                                     | agente                                                           | agente                                                                  | agente                                 | vigile del fuoco                              | agente                                    | appuntati e carabinieri - appuntati e finanzieri - assistenti ed agenti |
| militari di truppa (volontari in ferma prefissata, allievi e militari di leva)                                               | caporal maggiore                                                                       | comune scelto                                                                    | primo aviere                                                                             | -                                              | -                                              | -                                                                | -                                                                       | -                                      | -                                             | -                                         | appuntati e carabinieri - appuntati e finanzieri - assistenti ed agenti |
| militari di truppa (volontari in ferma prefissata, allievi e militari di leva)                                               | caporale                                                                               | comune di 1ª classe                                                              | aviere scelto                                                                            | -                                              | -                                              | -                                                                | -                                                                       | -                                      | -                                             | -                                         | appuntati e carabinieri - appuntati e finanzieri - assistenti ed agenti |
| militari di truppa (volontari in ferma prefissata, allievi e militari di leva)                                               | soldato                                                                                | comune di 2ª classe                                                              | aviere                                                                                   | allievo carabiniere                            | allievo finanziere                             | allievo agente                                                   | allievo agente                                                          | allievo agente                         | allievo vigile del fuoco                      | -                                         | appuntati e carabinieri - appuntati e finanzieri - assistenti ed agenti |